# Nai Garhi
Nai Garhi é uma cidade e uma nagar panchayat no distrito de Rewa, no estado indiano de Madhya Pradesh.

## Demografia
Segundo o censo de 2001, Nai Garhi tinha uma população de 8767 habitantes. Os indivíduos do sexo masculino constituem 51% da população e os do sexo feminino 49%. Nai Garhi tem uma taxa de literacia de 50%, inferior à média nacional de 59.5%: a literacia no sexo masculino é de 63% e no sexo feminino é de 36%. Em Nai Garhi, 19% da população está abaixo dos 6 anos de idade.